# Erik Eriksen
Erik Eriksen (20. listopadu 1902 Fyn – 7. října 1972 Esbjerg) byl dánský politik. V letech 1950–1953 byl premiérem Dánska. Byl představitelem strany Venstre, která měla agrárnické kořeny (Eriksen byl sám původně farmář), avšak ve 20. století se stala stranou spíše liberálně-sociální orientace (překlad názvu – "levice" – je matoucí, protože vznikl v době, kdy v 19. století stála strana nalevo od aristokratické pravice – Højre). Eriksen stál v čele této strany v letech 1950–1965.